# Заксенхайм
Заксенхайм (нем. Sachsenheim) — город в Германии, в земле Баден-Вюртемберг.
Подчинён административному округу Штутгарт. Входит в состав района Людвигсбург. Население составляет 17 674 человека (на 31 декабря 2010 года). Занимает площадь 57,92 км². Официальный код — 08 1 18 076.